# 마영정 (1972년 영화)
《마영정》(馬永貞, Boxer From Shantung)은 홍콩에서 제작된 포학례 감독의 1972년 액션, 범죄, 드라마 영화이다. 진관태 등이 주연으로 출연하였고 런미 쇼 등이 제작에 참여하였다.

## 출연

### 주연
- 진관태
- 강대위
- 정리
- 마리오 밀라노
- 곡봉
- 부성
- 정강업
- 진백상
- 박광호
- 서하
- 황배기
- 나유
- 침로
- 치앙 왕
- 왕종
- 황수당
- 임세관
- 원신의
- 풍극안